# Saint-Clément (Ardèche)
Saint-Clément ist eine französische Gemeinde im Département Ardèche in der Region Auvergne-Rhône-Alpes. Sie gehört zum Arrondissement Tournon-sur-Rhône und zum Kanton Haut-Eyrieux. Nachbargemeinden sind Fay-sur-Lignon im Nordwesten, Les Vastres im Norden, Saint-Julien-d’Intres mit Saint-Julien-Boutières im Nordosten, Lachapelle-sous-Chanéac im Osten, Chanéac und La Rochette im Süden und Chaudeyrolles im Westen.

## Bevölkerungsentwicklung

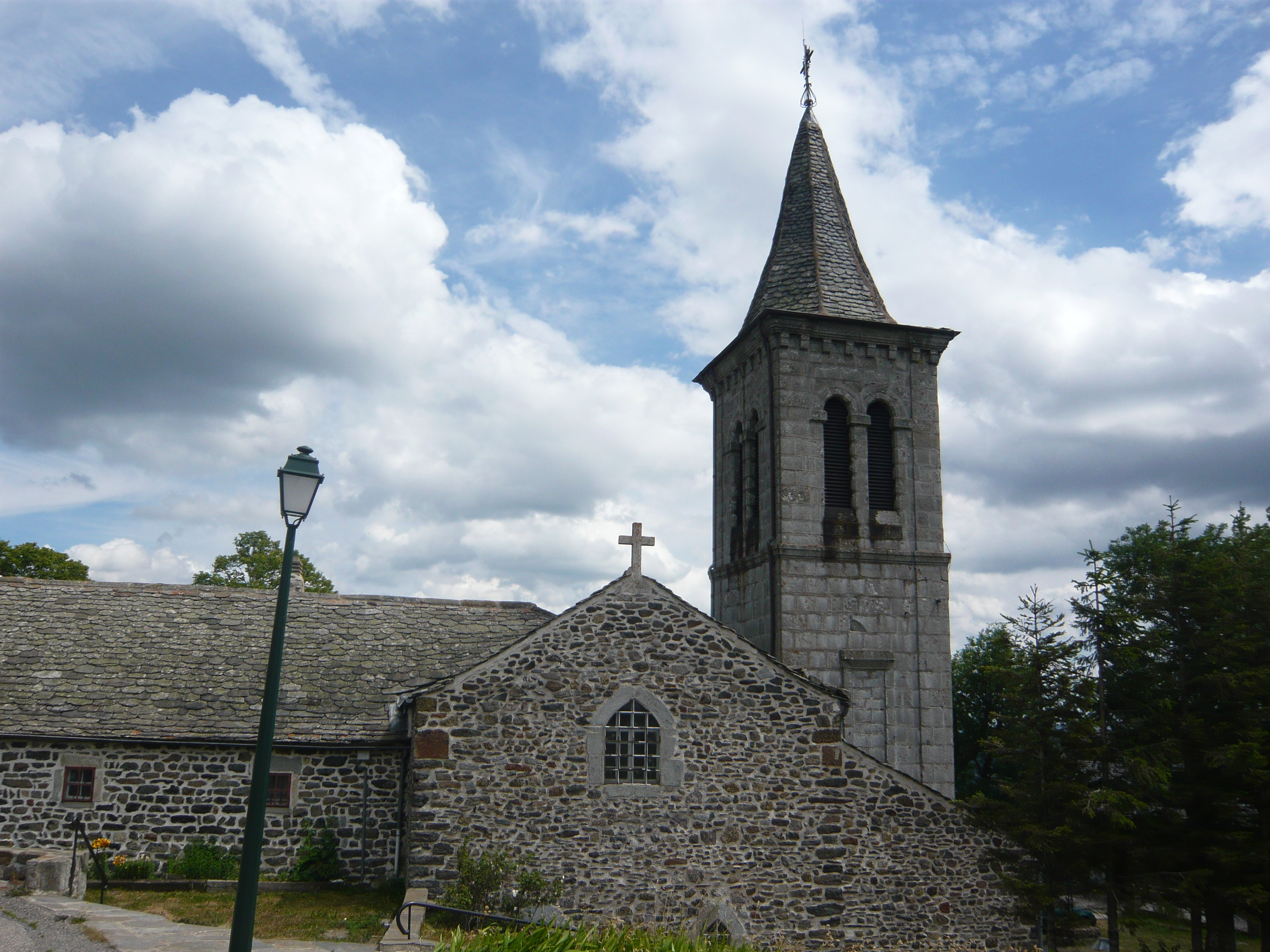
Kirche Saint-Clément

| Jahr                       | 1962 | 1968 | 1975 | 1982 | 1990 | 1999 | 2008 | 2014 |
| -------------------------- | ---- | ---- | ---- | ---- | ---- | ---- | ---- | ---- |
| Einwohner                  | 337  | 280  | 209  | 172  | 118  | 105  | 104  | 88   |
| Quellen: Cassini und INSEE |      |      |      |      |      |      |      |      |